# ستيف بيتيت
ستيف بيتيت (بالإنجليزية: Steve Pettit)‏ هو لاعب كرة قدم أمريكي، ولد في 27 نوفمبر 1955 في جورجيا في الولايات المتحدة.